# Skyddsbehövande
En skyddsbehövande är en person som anses ha behov av internationellt skydd, det vill säga asyl eller motsvarande skydd. Internationella bestämmelser reglerar i stor utsträckning vem som är skyddsbehövande och vilka rättigheter skyddsbehövande har. Genom 1951 års flyktingkonvention definieras vem som är flykting, vilket är en typ av skyddsbehövande. Genom europeisk lagstiftning, särskilt skyddsgrundsdirektivet, finns det ytterligare en kategori av skyddsbehövande, så kallade alternativt skyddsbehövande. Vissa länder, till exempel Sverige, har eller har haft ytterligare kategorier av skyddsbehövande enligt nationell lagstiftning.

## Olika typer av skyddsbehövande
Det finns tre huvudkategorier av skyddsbehövande:
- Flyktingar, personer som uppfyller villkoren i 1951 års flyktingkonvention om förföljelse i sitt hemland på grund av ras, religion, etnicitet, nationalitet, politisk tillhörighet eller tillhörighet till annan samhällsgrupp, till exempel kön, sexuell läggning eller sexuell identitet. En person som flyr från ett konflikt- eller krigsområde är inte per automatik flykting.
- Alternativt skyddsbehövande (även subsidiärt skyddsbehövande), personer som i sitt hemland hotas av våld och konflikter, tortyr eller döden, men som inte är förföljda. Dessa räknas inte som flyktingar enligt flyktingkonventionen. Alternativt skyddsbehövande har enligt det europeiska skyddsgrundsdirektivet rätt till internationellt skydd.
- Övriga skyddsbehövande, personer som har rätt till asyl men som inte faller inom någon av de två ovanstående kategorierna. I svensk lagstiftning finns det bland annat möjlighet att ge asyl till personer som flyr på grund av miljökatastrofer. Sådana personer är övrigt skyddsbehövande. Genom lagen (2016:752) om tillfälliga begränsningar av möjligheten att få uppehållstillstånd i Sverige har övriga skyddsbehövande inte längre rätt till uppehållstillstånd i landet. Denna ändring permanentades genom lagen (2021:765) om ändring i utlänningslagen.